# Rubus rigidus
Rubus rigidus är en rosväxtart som beskrevs av J.E. Sm.. Rubus rigidus ingår i släktet rubusar, och familjen rosväxter. Utöver nominatformen finns också underarten R. r. camerunensis.